# Маниту Спрингс (Колорадо)
Маниту Спрингс (енгл. Manitou Springs) град је у америчкој савезној држави Колорадо.

## Демографија
По попису из 2010. године број становника је 4.992, што је 12 (0,2%) становника више него 2000. године.
| Група             | 2000.         | 2010.         |
| Белци             | 4.578 (91,9%) | 4.519 (90,5%) |
| Афроамериканци    | 25 (0,5%)     | 49 (1,0%)     |
| Азијати           | 56 (1,1%)     | 45 (0,9%)     |
| Хиспаноамериканци | 182 (3,7%)    | 248 (5,0%)    |
| Укупно            | 4.980         | 4.992         |